# Sindromul Stendhal
Sindromul Stendhal, sindromul Florence, sau sindromul Florenței este o afecțiune psihosomatică care implică bătăi rapide ale inimii, leșin, confuzie și chiar halucinații, care se presupune că apar atunci când indivizii devin expuși la obiecte sau fenomene de mare frumusețe. 

## Istorie

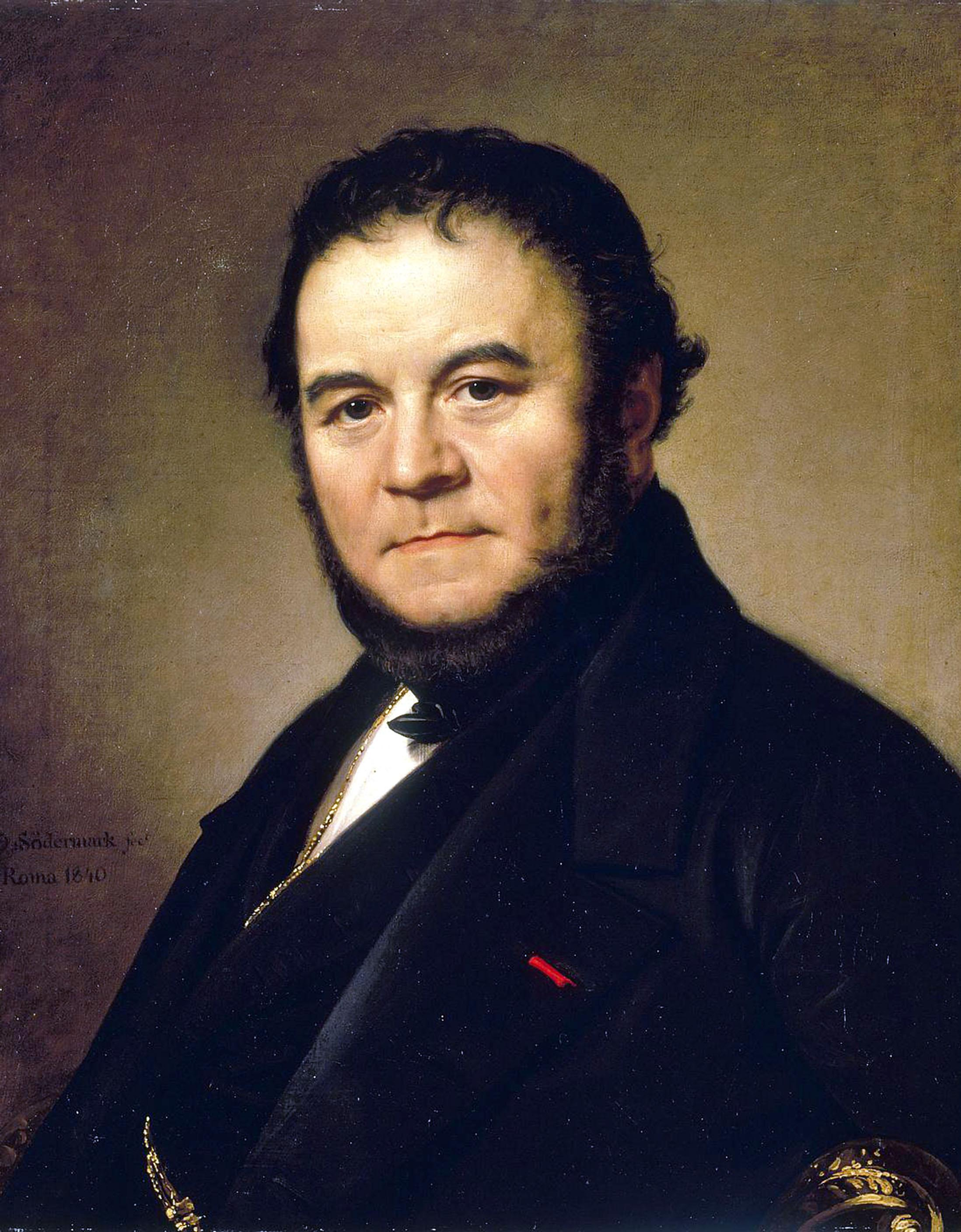
Sindromul Stendhal a fost numit după Marie-Henri Beyle (1783-1842), mai cunoscut prin numele de, Stendhal.

Afecțiunea poartă numele autorului francez din secolul al XIX-lea Stendhal, care a descris experiența sa cu fenomenul în timpul vizitei sale din 1817 la Florența în cartea sa Napoli și Florența: un călătorie de la Milano la Reggio. Când a vizitat Bazilica Santa Croce din Florența, unde Niccolò Machiavelli, Michelangelo și Galileo Galilei sunt înmormântați, el a fost depășit cu o emoție profundă. Stendhal a scris:
„Eram într-un fel de extaz, de la ideea de a fi în Florența, aproape de marii oameni ale căror morminte le-am văzut. Absorbit în contemplarea frumuseții sublime ... Am ajuns la punctul în care cineva întâlnește senzații cerești... Totul mi-a vorbit atât de viu sufletului. Ah, dacă aș putea uita doar. Am avut palpitații ale inimii, ceea ce la Berlin numesc „nervi”. Viața mi-a fost drenată. Am mers cu frica să nu cad. ”
Deși psihologii au dezbătut de mult dacă există sindromul Stendhal, efectele aparente asupra anumitor persoane sunt suficient de severe pentru a justifica asistența medicală.  Personalul de la spitalul Santa Maria Nuova din Florența este obișnuit cu turiștii care suferă de amețeli sau dezorientare după vizionarea statuii lui David, operele de artă ale Galeriei Uffizi și alte relicve istorice ale orașului toscan. 
Deși există numeroase relatări despre persoane care leșină în timp ce admirau arta florentină, care datează de la începutul secolului al XIX-lea, sindromul a fost numit abia în 1979, când a fost descris de psihiatrul italian Graziella Magherini, care a observat peste o sută de cazuri similare în rândul turiștilor din Florența. Nu există dovezi științifice care să definească sindromul Stendhal ca o tulburare psihiatrică specifică; cu toate acestea, există dovezi că aceleași zone cerebrale implicate în răspunsuri emoționale sunt activate în timpul expunerii la artă. Sindromul nu este listat ca o afecțiune recunoscută în Manualul de diagnostic și statistică al tulburărilor mintale. 
Un raport mai recent al sindromului Stendhal a fost în 2018, unde un vizitator la Galeria Uffizi din Florența a suferit un atac de cord în timp ce admira Nașterea lui Venus de Sandro Botticelli.

## Linkuri externe
- Definiție Word Spy Arhivat în 10 august 2013, la Wayback Machine.
- Graziella Magherini . La Sindrome di Stendhal . Firenze, Ponte Alle Grazie, 1989.
- "Chiar a suferit Stendhal de așa-numitul sindrom Stendhal?" de Ann Pearson, 29 aprilie 2019